# Serrana (microregio)
Serrana is een van de 18 microregio's van de Braziliaanse deelstaat Rio de Janeiro. Zij ligt in de mesoregio Metropolitana do Rio de Janeiro en grenst aan de microregio's Rio de Janeiro, Macacu-Caceribu, Nova Friburgo, Três Rios en Vassouras. De microregio heeft een oppervlakte van ca. 1.785 km². In 2006 werd het inwoneraantal geschat op 482.512.
Drie gemeenten behoren tot deze microregio:
- Petrópolis
- São José do Vale do Rio Preto
- Teresópolis

Mesoregio's: Baixadas Litorâneas · Centro Fluminense · Metropolitana do Rio de Janeiro · Noroeste Fluminense · Norte Fluminense · Sul Fluminense

Microregio's: Bacia de São João · Baía da Ilha Grande · Barra do Piraí · Campos dos Goytacazes · Cantagalo-Cordeiro · Itaguaí · Itaperuna · Lagos · Macacu-Caceribu · Macaé · Nova Friburgo · Rio de Janeiro · Santa Maria Madalena · Santo Antônio de Pádua · Serrana · Três Rios · Vale do Paraíba Fluminense · Vassouras